# ميسوسوم

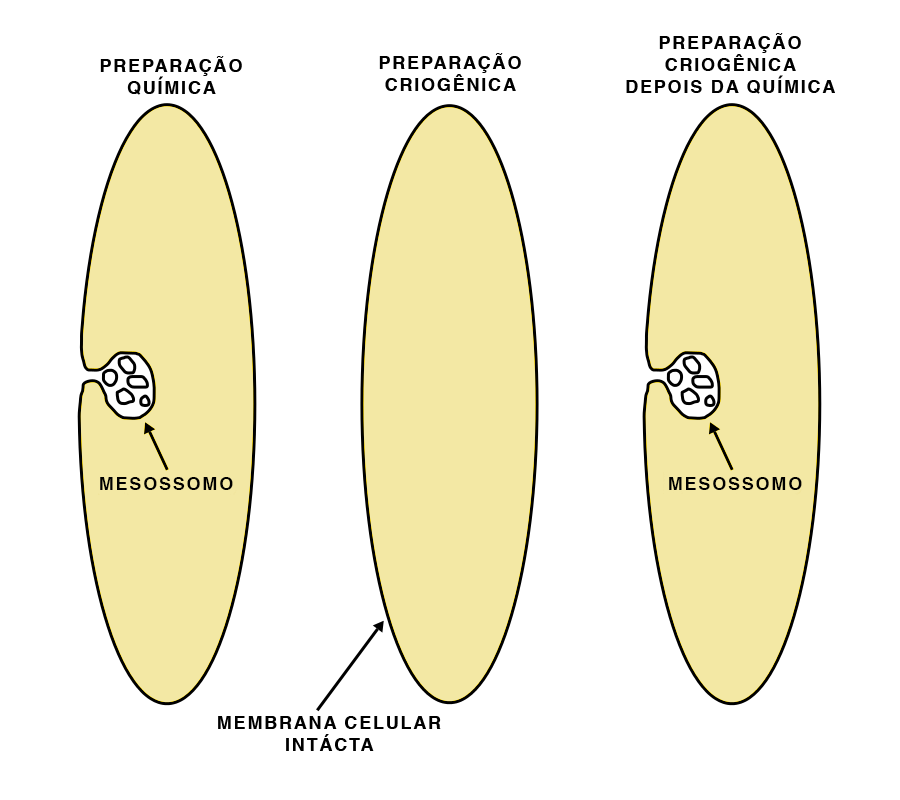

الجُسَيْم الوَسيط أو الميسوسوم (بالإنجليزية: Mesosome)‏ انغمادات من الغشاء البلازمي للبكتيريا، ينشأ نتيجة تقنيات التثبيت الكيميائي المستعملة في تحضير عينات المجهر الإلكتروني. تم الاعتقاد بوجود عدة وظائف للميسوسومات حتى أواخر السبعينات ثم اعتبرت جزء غير طبيعي من مكونات الخلية البكتيرية. يحتوي بعضها على أصباغ وإنزيمات لازمة لعملية البناء الضوئي، وبعضها الآخر يحتوي على إنزيمات التنفس الهوائي.
في البدء، اعتُقد أن للجسيمات الوسيطة دور في العديد من العمليات الخلوية، كتكوين جدار الخلية في أثناء انقسامها، أو التضاعف الصبغي، أو كموضع للفسفرة التأكسدية.